# The Record
The Record é o álbum de estreia do supergrupo americano de rock  indie Boygenius, composto pelos integrantes Julien Baker, Phoebe Bridgers e Lucy Dacus. Foi lançado no dia 31 de março de 2023 pela Interscope Records.
O disco foi aclamado pela crítica e recebeu notas máximas de veículos como DIY, NME e Rolling Stone. Comercialmente, alcançou o topo das paradas na Irlanda, Holanda e Reino Unido, tornando-se o primeiro álbum número um para todos os membros da banda. Nos Estados Unidos, atingiu a quarta posição na Billboard 200.
O disco e suas faixas receberam um total de sete indicações na 66ª edição do Grammy Awards, incluindo Álbum do Ano e Gravação do Ano. Ao todo, venceu três prêmios, entre eles o de Melhor Álbum de Música Alternativa.

## Antecedentes
Após o lançamento do EP autointitulado Boygenius em 2018, o trio dedicou-se a seus projetos solo, com cada integrante lançando um álbum: Little Oblivions (Julien Baker), Punisher (Phoebe Bridgers) e Home Video (Lucy Dacus). Depois de três anos sem se apresentarem juntas, elas retornaram ao palco como grupo em 19 de novembro de 2021. Rumores sobre um possível álbum de estreia começaram a circular entre o final de 2022 e o início de 2023, especialmente após o trio ser visto em uma sessão de fotos conjunta em novembro de 2022. As especulações se intensificaram quando o Boygenius foi anunciado como parte do lineup do Coachella 2023, em 10 de janeiro de 2023.

## Lançamento
Em 18 de janeiro de 2023, o Boygenius anunciou oficialmente o lançamento de seu álbum de estreia, The Record. Na mesma ocasião, o trio revelou três singles principais: "$20", "Emily I'm Sorry" e "True Blue".
Em 1º de março de 2023, Boygenius lançou o quarto single, "Not Strong Enough", acompanhado de um videoclipe editado por Jackson Bridgers, irmão de Phoebe Bridgers. A faixa foi enviada para as rádios alternativas e de álbum alternativo adulto nos Estados Unidos nos dias 13 e 28 de março de 2023, respectivamente.
O lado B da versão em vinil do disco apresenta um groove travado ao final da faixa "Letter to an Old Poet", fazendo com que a palavra "waiting" se repita indefinidamente até que o ouvinte retire a agulha.

## O Filme
Em 30 de março de 2023, Boygenius lançou "The Film", um curta-metragem promocional do álbum, que reúne os clipes dos três singles, "$20", "Emily I'm Sorry" e "True Blue". Os vídeos são conectados por elementos visuais que os entrelaçam.
"The Film" foi dirigido por Kristen Stewart e teve uma estreia especial no El Rey Theatre, uma famosa casa de shows ao vivo em Los Angeles. Após a exibição, houve uma sessão de perguntas e respostas ao vivo com a banda, aberta à imprensa e aos fãs.

## Turnê e promoção
O grupo realizou duas turnês para promover o álbum: a Re:SET Concert Series, em junho de 2023, e a própria The Tour, que aconteceu de abril a outubro de 2023. Durante a turnê, a banda se apresentou em eventos marcantes como o Coachella, Pukkelpop na Bélgica, Connect Music Festival no Reino Unido e Rock en Seine na França.
A banda também apresentou "Not Strong Enough" no programa Jimmy Kimmel Live! e durante o set de abertura de Phoebe Bridgers na turnê The Eras Tour de Taylor Swift, em Nashville.

## Recepção da Crítica
| Críticas profissionais | Críticas profissionais |
| Pontuações agregadas   | Pontuações agregadas   |
| Fonte                  | Avaliação              |
| ---------------------- | ---------------------- |
| AnyDecentMusic?        | 8.5/10                 |
| Metacritic             | 90/100                 |
| Avaliações da crítica  |                        |
| Fonte                  | Avaliação              |
| AllMusic               | [ 18 ]                 |
| Clash                  | 7/10                   |
| DIY                    | [ 20 ]                 |
| Exclaim!               | 8/10                   |
| The Line of Best Fit   | 8/10                   |
| NME                    | [ 23 ]                 |
| Mojo                   | [ 24 ]                 |
| Pitchfork              | 8.2/10                 |
| Rolling Stone          | [ 26 ]                 |
| Slant Magazine         | [ 27 ]                 |

No site agregador de críticas Metacritic, The Record tem uma pontuação de 90 de 100, com base nas avaliações de 26 críticos, indicando "aclamação universal". Uma resenha de cinco estrelas da NME exaltou o álbum como um "clássico instantâneo", destacando como cada membro do Boygenius conseguiu "se conhecer artisticamente e de forma colaborativa".. A Rolling Stone escreveu que o Boygenius conseguiu "superar qualquer tipo de clichê de 'supergrupo'", ao "recombinar seus estilos individuais em uma química diferente para cada música". Matthew Neale, do Clash, elogiou especialmente as contribuições de Lucy Dacus, com as faixas "True Blue" e "We're in Love". John Amen, do PopMatters, afirmou: "Curado democraticamente e transbordando entusiasmo palpável, [The Record] se apresenta como um testemunho do poder da afinidade estética, amizade duradoura e da magia do trabalho em equipe, algo de que todos precisamos mais nos dias de hoje." Kyle Lemmon, da Flood Magazine, declarou que The Record "simplesmente arrasa como um álbum de indie rock".

### Classificações de Fim de Ano
Vários críticos e publicações incluíram The Record em suas listas de melhores álbuns de 2023, frequentemente posicionando-o entre os dez primeiros.
| Publicação/crítica   | Lista                                 | Posição | Ref.   |
| -------------------- | ------------------------------------- | ------- | ------ |
| Billboard            | Os 50 Melhores Álbuns de 2023         | 2       | [ 30 ] |
| Dazed                | Os 20 Melhores Álbuns de 2023         | 5       | [ 31 ] |
| Entertainment Weekly | Os 10 Melhores Álbuns de 2023         | 3       | [ 32 ] |
| NME                  | Os Melhores Álbuns de 2023            | 1       | [ 33 ] |
| People               | Top 10 Álbuns de 2023                 | 9       | [ 34 ] |
| Pitchfork            | Os 50 Melhores Álbuns de 2023         | 16      | [ 35 ] |
| PopMatters           | Os 30 Melhores Álbuns de Rock de 2023 | 2       | [ 36 ] |
| Rolling Stone        | Os 100 Melhores Álbuns de 2023        | 2       | [ 37 ] |
| The Independent      | Os 30 Melhores Álbuns de 2023         | 1       | [ 38 ] |
| Variety              | Os Melhores Álbuns de 2023            | 1       | [ 39 ] |

### Prêmios ou indicações
| Premiação    | Ano  | Indicação           | Categoria                                                | Resultado |
| ------------ | ---- | ------------------- | -------------------------------------------------------- | --------- |
| Grammy Award | 2024 | The Record          | Álbum do Ano                                             | Indicado  |
| Grammy Award | 2024 | The Record          | Melhor Álbum de Música Alternativa                       | Venceu    |
| Grammy Award | 2024 | The Record          | Melhor Álbum com Melhor Engenharia de Som – Não Clássico | Indicado  |
| Grammy Award | 2024 | "Not Strong Enough" | Gravação do Ano                                          | Indicado  |
| Grammy Award | 2024 | "Not Strong Enough" | Melhor Canção de Rock                                    | Venceu    |
| Grammy Award | 2024 | "Not Strong Enough" | Melhor Performance de Rock                               | Venceu    |
| Grammy Award | 2024 | "Cool About It"     | Melhor Performance de Música Alternativa                 | Indicado  |

## Lista de faixas
Todas as faixas escritas e compostas por Todas as faixas são escritas por Boygenius (Julien Baker, Phoebe Bridgers e Lucy Dacus), exceto "Leonard Cohen" (escrita por Boygenius, HoJun Yu e Leonard Cohen) e "Cool About It" (escrita por Boygenius e Paul Simon).. 
| Lista de Faixas de The Record. |                            |                      |         |  |
| N.º                            | Título                     | Lead vocals          | Duração |  |
| 1.                             | "Without You Without Them" | Dacus Bridgers Baker | 1:21    |  |
| 2.                             | "$20"                      | Baker                | 3:20    |  |
| 3.                             | "Emily I'm Sorry"          | Bridgers             | 3:34    |  |
| 4.                             | "True Blue"                | Dacus                | 4:56    |  |
| 5.                             | "Cool About It"            | Baker Dacus Bridgers | 3:00    |  |
| 6.                             | "Not Strong Enough"        | Bridgers Baker Dacus | 3:54    |  |
| 7.                             | "Revolution 0"             | Bridgers             | 4:17    |  |
| 8.                             | "Leonard Cohen"            | Dacus                | 1:42    |  |
| 9.                             | "Satanist"                 | Baker Bridgers Dacus | 4:50    |  |
| 10.                            | "We're in Love"            | Dacus                | 4:54    |  |
| 11.                            | "Anti-Curse"               | Baker                | 3:18    |  |
| 12.                            | "Letter to an Old Poet"    | Bridgers             | 3:07    |  |
| Duração total:                 | Duração total:             | Duração total:       | 42:13   |  |

Notas
- "Leonard Cohen" contém trechos de "Anthem", escrita e interpretada por Leonard Cohen.[42]
- "Letter to an Old Poet" contém interpolações de "Me & My Dog", escrita e interpretada por Boygenius.[43]
- Nos créditos do álbum, o compositor Paul Simon é agradecido pela inspiração em "Cool About It".[44]

## Lista da Equipe
- Boygenius – Produção musical, performance  
  - Julien Baker
  - Phoebe Bridgers
  - Lucy Dacus
- Catherine Marks – co-produção, gravação, performance
- Tony Berg – produção adicional
- Ethan Gruska – produção adicional, performance
- Melina Duterte – produção adicional, performance
- Sarah Tudzin – produção adicional, performance
- Kaushlesh "Garry" Purohit – Engenharia de áudio
- Bobby Mota – engenharia
- Owen Lantz – engenharia
- Will Maclellan – engenharia
- Mike Mogis – mixagem
- Pat Sullivan – Masterização de áudio
- Carla Azar – performance
- Jacob Blizard – performance
- Anna Butterss – performance
- Barbara Gruska – performance
- Rob Moose – performance
- Sebastian Steinberg – performance
- Marshall Vore – performance
- Matt Grubb – arte do álbum

## The Tour
The Tour é a segunda turnê de concertos da superbanda americana de indie rock Boygenius, em apoio ao seu álbum de estreia The Record. A turnê foi anunciada em 28 de março de 2023 e começou em 13 de abril de 2023.

### Antecedentes
Em 2018, Julien Baker, Phoebe Bridgers e Lucy Dacus fizeram uma turnê como co-headliners, e, após agendar a turnê, decidiram gravar um EP de seis faixas para ajudar a promovê-la. As três acabaram formando a banda Boygenius, subindo juntas ao palco no final de cada show para tocar o EP completo. Em 2023, o grupo retornou com o anúncio de seu álbum de estreia, The Record. No mesmo mês, o grupo também anunciou que participaria da Re:SET Concert Series. Como a Re:SET Concert Series passaria apenas por algumas cidades selecionadas, o grupo anunciou uma turnê própria para alcançar mercados fora da série de concertos. Em fevereiro, anunciaram seus primeiros shows no Reino Unido e na Europa. Uma última perna da turnê nos Estados Unidos foi anunciada em julho, incluindo shows no Madison Square Garden e no Hollywood Bowl.

### Recepção
Comentando o show de abertura em Pomona, Chris Willman, da Variety, descreveu o concerto como um "show eletrizante", elogiando ainda mais o Boygenius por terem "conseguido encontrar o equilíbrio e a mistura ideais de vozes, personalidades e sensibilidades musicais".

### Set list
Esta lista de faixas é representativa do show em 28 de setembro de 2023, em New Haven, Connecticut, Estados Unidos. Ela não representa todas as datas da turnê.
1. "Without You Without Them" (from backstage)
2. "$20"
3. "Satanist"
4. "Emily I'm Sorry"
5. "True Blue"
6. "Cool About It"
7. "Souvenir"
8. "Bite the Hand"
9. "Revolution 0"
10. "Stay Down"
11. "Leonard Cohen"
12. "Please Stay" (Lucy Dacus song)
13. "Favor" (Julien Baker song)
14. "Graceland Too" (Phoebe Bridgers song)
15. "Voyager" (live debut)
16. "We're in Love"
17. "Anti-Curse"
18. "Letter to an Old Poet"
19. "Not Strong Enough"

Encore
1. "Ketchum, ID"
2. "Salt in the Wound"

## Tabelas musicais
| Paradas (2023)                          | Melhor posição |
| --------------------------------------- | -------------- |
| Austrália (ARIA)                        | 3              |
| Áustria (Ö3 Austria Top 40)             | 24             |
| Bélgica (Ultratop Flandres)             | 6              |
| Bélgica (Ultratop Valônia)              | 43             |
| Canadá (Billboard)                      | 11             |
| Dinamarca (Hitlisten)                   | 39             |
| Países Baixos (Dutch Charts)            | 1              |
| França (SNEP)                           | 126            |
| Alemanha (Offizielle Deutsche Charts)   | 8              |
| Irlanda (Official Irish Albums)         | 1              |
| Nova Zelândia (RMNZ)                    | 2              |
| Escócia (Official Scottish Albums)      | 1              |
| Espanha (PROMUSICAE)                    | 40             |
| Suécia (Sverigetopplistan)              | 36             |
| Suíça (Schweizer Hitparade)             | 22             |
| Reino Unido (Official Albums Chart)     | 1              |
| 1                                       |                |
| US Billboard 200                        | 4              |
| Estados Unidos (Top Alternative Albums) | 2              |
| Estados Unidos (Top Folk Albums)        | 1              |
| Estados Unidos (Top Rock Albums)        | 1              |
| Estados Unidos (Top Tastemaker Albums)  | 2              |

| Chart (2023)                       | Position |
| ---------------------------------- | -------- |
| Belgian Albums (Ultratop Flanders) | 108      |
| UK Vinyl Albums (OCC)              | 14       |
| US Top Rock Albums (Billboard)     | 27       |

## Certificações
| Região                                                        | Certificação | Vendas  |
| ------------------------------------------------------------- | ------------ | ------- |
| Canadá (Music Canada)                                         | Ouro         | 40,000‡ |
| Reino Unido (BPI)                                             | Platina      | 60,000‡ |
| ‡vendas+valores de streaming baseados somente na certificação |              |         |